# Казачий коллаборационизм
Казачий коллаборационизм — практика сотрудничества и взаимодействия между казаками и военным командованием нацистской Германии в годы Второй мировой войны.

## Обоснование
В отличие от иных проектов формирования национальных частей из бывших граждан СССР, Гитлер и его ближайшее окружение благосклонно смотрели на идею формирования казачьих частей, так как придерживались теории о том, что казаки, в отличие от других русских, являлись потомками готов, а значит, принадлежали не к славянской, а к арийской расе. К тому же, в начале политической карьеры Гитлера его поддерживали некоторые казачьи лидеры. Третий рейх сумел привлечь на свою сторону довольно большое число казаков. Идея реванша за проигранную гражданскую войну, обретения казачьей государственности и создания независимого государства «Казакии» с помощью нацистской Германии именно в годы Великой Отечественной войны обрели новое дыхание и превратили казачьи части в составе Вермахта в орудие борьбы против советской власти.
В первый же день начала Германией военных действий против СССР находившийся в эмиграции казачий атаман Всевеликого войска Донского Пётр Николаевич Краснов обратился к казакам с воззванием:

Я прошу передать всем казакам, что эта война не против России, но против коммунистов, жидов и их приспешников, торгующих Русской кровью. Да поможет Господь немецкому оружию и Гитлеру! Пусть совершат они то, что сделали для Пруссии русские и император Александр I в 1813 году.
Весной 1943 года в Берлине вышел первый номер журнала «На казачьем посту», в котором Краснов писал:

Идите в германские войска, идите с ними и помните, что в Новой Европе Адольфа Гитлера будет место только тем, кто в грозный и решительный час последней битвы нелицемерно был с ним и германским народом.

## Казачий стан

Кубанские казаки на стороне Германии

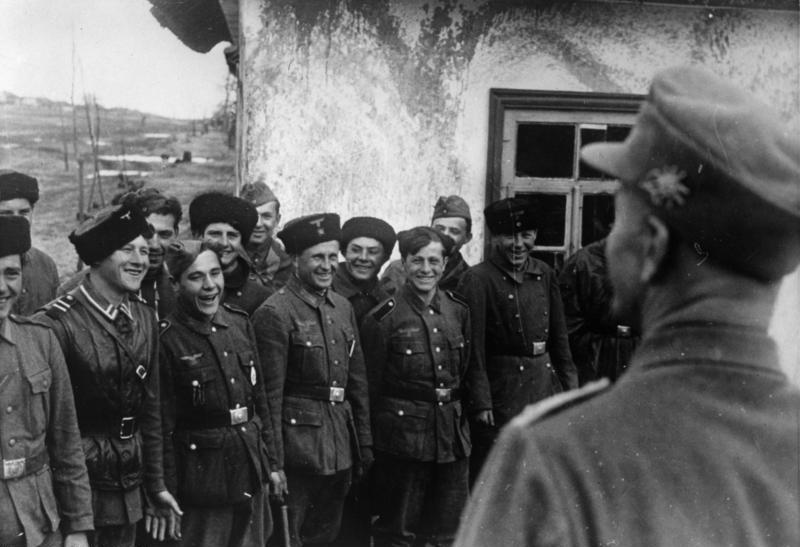
Казачьи части в составе вермахта (1944)

В октябре 1942 года в оккупированном германскими войсками Новочеркасске с разрешения немецких властей прошёл казачий сход, на котором был избран штаб Войска Донского. Началась организация казачьих формирований в составе Вермахта, как на оккупированных территориях, так и в эмигрантской среде. 10 ноября 1943 года был сформирован «Казачий Стан» — военная организация, объединявшая казаков в составе германских вооружённых сил. По различным оценкам, к концу войны на территории Германии и подконтрольных ей стран оказалась от 70 до 110 тысяч казаков, включая женщин, стариков и детей. Значительное число из них были беженцами из Советского Союза, отступавшими с казачьих земель вместе с германской армией зимой 1943 года. Кроме того, довольно большое число казаков воевало в составе германской армии. Причём, именно казачьи части пользовались практически полным доверием немецкого командования, так как обладали высокой боеспособностью и надёжностью.
Эти казачьи части сыграли значительную роль в истории советского коллаборационизма в годы Второй мировой войны. Казачьи подразделения несли охранную службу в различных районах на территории СССР, воевали с регулярными частями советской армии в битве за Северный Кавказ, боролись с югославскими и итальянскими партизанами, вместе с частями СС подавляли Варшавское восстание, участвовали в строительстве Атлантического вала и сдерживали наступление англо-американских войск летом и осенью 1944 года.

## Главное управление казачьих войск
31 марта 1944 года было создано Главное управление казачьих войск Имперского министерства оккупированных восточных территорий (ГУКВ) — подразделение в составе восточного министерства нацистской Германии, которое выполняло функции верховного органа управления казачьими боевыми частями и массами беженцев, оно также носило неофициальные названия: «Временное казачье правительство заграницей», «Временное Казачье правительство на чужбине», «Временное казачье правительство в Германии». После создания ГУКВ всё руководство казаками на территории Германии и подконтрольных ей территориях было сосредоточено в руках популярного в казачьих кругах атамана П. Н. Краснова, а не десятков атаманов с разными политическими взглядами как было до его создания.

## Дивизия Паннвица
Помимо других формирований, 1 июля 1943 была сформирована 1-я казачья дивизия, командиром которой был назначен немецкий генерал-майор Гельмут фон Паннвиц. С 25 сентября 1943 года дивизия воевала на территории Независимого государства Хорватия против Народно-освободительной армии Югославии. Передача в августе 1944 года иностранных национальных формирований вермахта в ведение СС отразилась и на судьбе 1-й Казачьей кавалерийской дивизии. На состоявшемся в начале сентября 1944 года в ставке Гиммлера совещании с участием фон Паннвица и других командиров казачьих формирований было принято решение о развёртывании 1-й казачьей кавалерийской дивизии фон Паннвица, пополненной за счёт частей, переброшенных с других фронтов, в корпус. Одновременно предполагалось провести среди оказавшихся на территории рейха казаков мобилизацию, для чего при Главном штабе СС был образован специальный орган — Резерв казачьих войск во главе с генерал-лейтенантом А. Г. Шкуро. Генерал П. Н. Краснов, с марта 1944 года возглавил созданное под эгидой восточного министерства Главное управление казачьих войск. Шкуро и Краснов обратились к казакам с призывами подниматься на борьбу с большевизмом.
Вскоре в дивизию фон Паннвица стали прибывать большие и малые группы казаков и целые воинские части. В их числе были два казачьих батальона из Кракова, 69-й полицейский батальон из Варшавы, батальон заводской охраны из Ганновера и, наконец, 360-й полк фон Рентельна с Западного фронта. 5-й казачий учебно-запасной полк, дислоцировавшийся до последнего времени во Франции, был переброшен в Австрию (г. Цветле) — поближе к району действий дивизии. Усилиями вербовочных штабов, созданных Резервом казачьих войск, удалось собрать более 2000 казаков из числа эмигрантов, военнопленных и восточных рабочих, которые были также отправлены в 1-ю казачью дивизию. В результате, в течение двух месяцев численность дивизии (не считая немецкого кадрового состава) увеличилась почти в два раза.
Приказом от 4 ноября 1944 года 1-я казачья дивизия была передана на время войны в подчинение Главного штаба СС. Эта передача касалась, прежде всего, сферы материально-технического снабжения, что позволило улучшить обеспечение дивизии оружием, боевой техникой и автотранспортом. Так например, артиллерийский полк дивизии получил батарею 105-мм гаубиц, саперный батальон — несколько шестиствольных миномётов, разведотряд — штурмовые винтовки StG-44. Кроме того, по некоторым данным, дивизии было придано 12 единиц бронетехники, включая танки и штурмовые орудия.
С 17 по 26 декабря 1944 года дивизия приняла первое непосредственное участие в действиях против частей Красной армии.

## Казаки-эсэсовцы
Приказом от 25 февраля 1945 года дивизия Паннвица была преобразована в 15-й Казачий кавалерийский корпус войск СС. 1-я и 2-я бригады переименовывались в дивизии без изменения их численности и организационной структуры. На базе 5-го Донского полка Кононова началось формирование Пластунской бригады двухполкового состава с перспективой развертывания в 3-ю казачью дивизию. Конно-артиллерийские дивизионы в дивизиях переформировывались в полки. Общая численность корпуса достигла 25 000 солдат и офицеров, в том числе, от 3000 до 5000 человек немцев. Помимо этого, на завершающем этапе войны вместе с 15-м казачьим корпусом действовали такие формирования, как Калмыцкий полк (до 5000 человек), кавказский конный дивизион, украинский батальон СС и группа танкистов РОА, с учётом которых под командованием группенфюрера и генерал-лейтенанта войск СС (с 1 февраля 1945 года) Г. фон Паннвица находилось 30—35 тыс. человек.
В марте 1945 г. части 15-го казачьего корпуса участвовали в последней крупной наступательной операции вермахта, успешно действуя против болгарских частей на южном фасе Балатонского выступа.

## Отдельный казачий корпус
В апреле 1945 года путём реорганизации казачьей коллаборационистской организации Казачий Стан было сформировано ещё одно войсковое подразделение — Отдельный казачий корпус, который вошёл в состав вооружённых сил Комитета освобождения народов России. На тот момент в составе корпуса насчитывалось 18 395 строевых казаков и 17 014 беженцев. К маю 1945 года при сдаче в английский плен корпус насчитывал 24 тысячи военных и гражданских лиц.

## Дальнейшая судьба
Ко всем казакам сотрудничавшим с оккупантами, руководство СССР относилось как к предателям, не делая исключения для эмигрантов первой волны, которые никогда не были гражданами СССР. После окончания боёв в Европе, с территории Австрии, занятой британскими оккупационными войсками, советским органам НКВД была осуществлена выдача казаков, в том числе и тех кто никогда не был гражданином СССР, членов Казачьего Стана, 15-го кавалерийского казачьего корпуса СС и других формирований, а также членов их семей.
После передачи советскому правительству казачьи генералы были признаны советским судом военными преступниками и казнены, остальные вместе с семьями были приговорены к различным срокам заключения. В 1955 году, по указу Президиума Верховного совета СССР от 17 сентября «Об амнистии советских граждан, сотрудничавших с оккупационными властями в период Великой Отечественной войны», некоторые казаки были амнистированы.

## В искусстве
В 1943 г. режиссёр Степанов (предположительно псевдоним Е. С Петрова) снял пропагандистский фильм «Казачья песнь» о казаках вермахта.
Казакам вермахта посвящены песни группы «Коловрат» — «Песня казаков вермахта», группы «Моя Дерзкая Правда» — «За Дон», «Казачий крест». Также атаману Краснову посвящена песня группы «Русский Корпус» — «П. Н. Краснову посвящается», а Гельмуту фон Паннвицу посвящена песня группы «Моя Дерзкая Правда» — «Батьке Панвицу посвящается», и песня группы «Коловрат» — «Батька фон Паннвиц».